# Гузд (гмина)
Гузд (пол. Gózd) — сельская гмина (волость) в Польше, входит как административная единица в Радомский повет, Мазовецкое воеводство. Население — 7929 человек (на 2004 год).

## Демография
| Перепись                       | Всего   | Всего | Женщины | Женщины | Мужчины | Мужчины |
| ------------------------------ | ------- | ----- | ------- | ------- | ------- | ------- |
| Единицы                        | человек | %     | человек | %       | человек | %       |
| Население                      | 7929    | 100   | 3975    | 50,1    | 3954    | 49,9    |
| Плотность населения (чел./км²) | 102     | 102   | 51,1    | 51,1    | 50,8    | 50,8    |

## Сельские округа
1. Дрожанки
2. Гжмуцин
3. Гузд
4. Каршувка
5. Кеджин
6. Кльватка-Крулевска
7. Кучки-Колёня
8. Кучки-Весь
9. Клонув
10. Клонувек
11. Липины
12. Маленчин
13. Немяновице
14. Пискорница
15. Подгура
16. Войславице

## Соседние гмины
1. Гмина Едльня-Летниско
2. Гмина Пёнки
3. Радом
4. Гмина Скарышев
5. Гмина Тчув
6. Гмина Зволень